# Incomplete (Sisqó)
Incomplete è un singolo del cantante statunitense Sisqó, pubblicato il 25 luglio 2000 come secondo estratto dal suo primo album in studio da solista Unleash the Dragon.

## Video musicale
Il videoclip della canzone, diretto da Chris Robinson, vede la partecipazione di LisaRaye McCoy.

## Tracce
CD Maxi
1. Incomplete (Stargate Radio Edit) – 3:42
2. Incomplete (Artful Dodger Remix) – 5:45
3. Incomplete (Radio Edit) – 3:53

- Extras: Incomplete (Enhanced Video)

## Classifiche
| Classifiche (2000-01) | Posizione massima |
| --------------------- | ----------------- |
| Germania              | 51                |
| Paesi Bassi           | 51                |
| Regno Unito           | 13                |
| Stati Uniti           | 1                 |
| Svizzera              | 31                |